# Tête de lit
 (janvier 2025).
Si vous disposez d'ouvrages ou d'articles de référence ou si vous connaissez des sites web de qualité traitant du thème abordé ici, merci de compléter l'article en donnant les références utiles à sa vérifiabilité et en les liant à la section « Notes et références ».

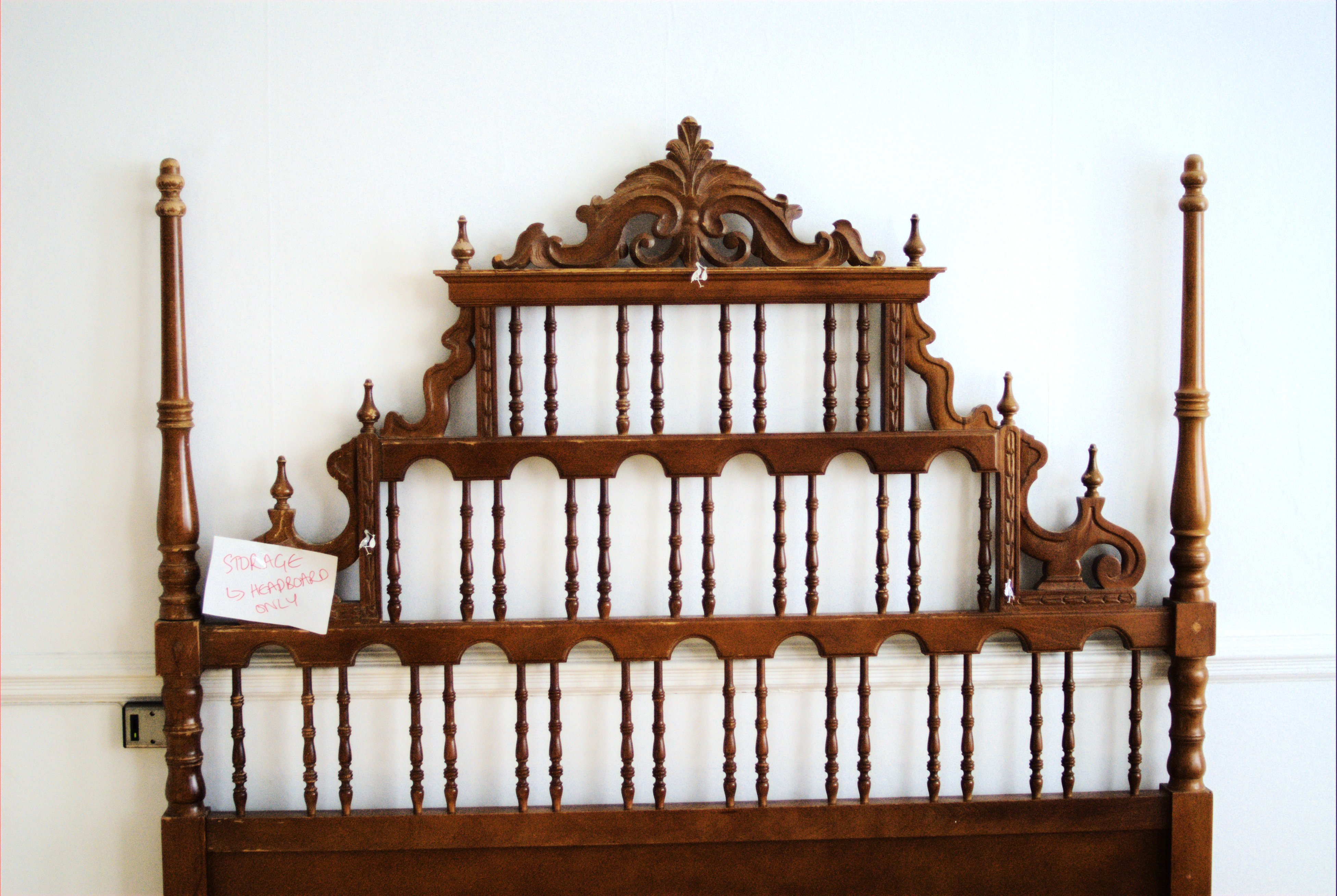
Tête de lit en bois fixée à un mur.

Une tête de lit est une pièce d'ameublement qui se fixe à la tête d'un lit. 

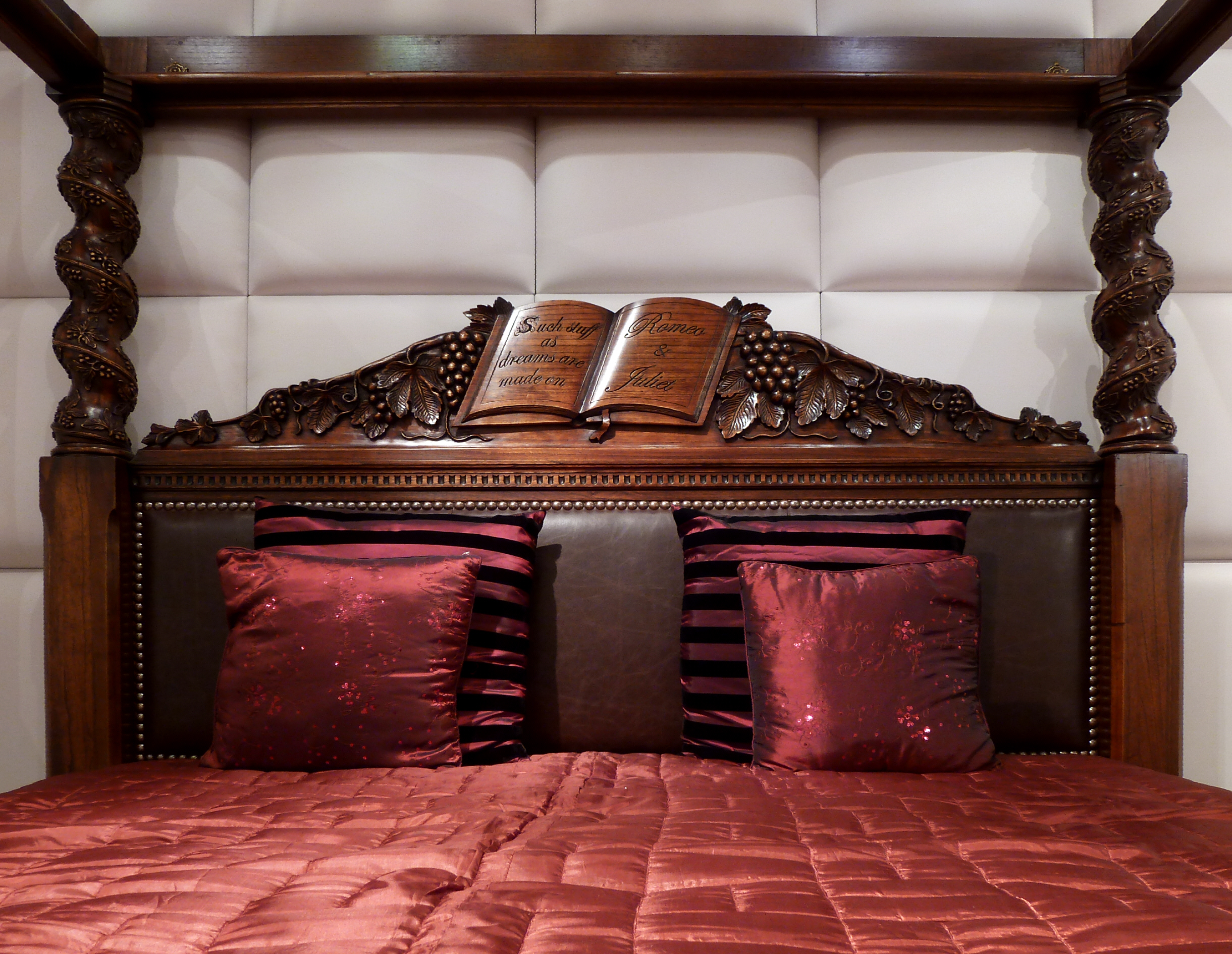
Lit en bois massif avec quatre poteaux et diverses sculptures à Mayfair (Londres, Royaume-Uni). Couvre-lit et quatre coussins en tissus précieux et brillants.

Elle sert à protéger le mur derrière elle mais est également une pièce de choix dans la décoration de la chambre à coucher,,. 
La tête de lit peut se présenter en plusieurs tailles, et en différentes matières,.

## Histoire
À compter du milieu du Quattrocento, en Italie, les têtes de lit sont souvent peintes sur panneau de bois, et sont alors connues sous le nom de « spalliere ».